# Asilus claripes
Asilus claripes är en tvåvingeart som beskrevs av Macquart 1838. Asilus claripes ingår i släktet Asilus och familjen rovflugor. Inga underarter finns listade i Catalogue of Life.